# Fusoma triseptatum
Fusoma triseptatum är en svampart som beskrevs av Sacc. 1892. Fusoma triseptatum ingår i släktet Fusoma, divisionen sporsäcksvampar och riket svampar.   Inga underarter finns listade i Catalogue of Life.